# Ильич-Авиа
«Ильи́ч-А́виа» (укр. Авіакомпанія Ілліч-Авіа) — украинская авиакомпания, базировавшаяся в Мариуполе.

## История
Авиакомпания «Ильич-Авиа» являлась структурным подразделением открытого акционерного общества «Мариупольский металлургический комбинат имени Ильича» и образована в 2002 году.

## Парк самолётов
Лётный парк составлял четыре самолёта:
- два Ан-140-100;
- один Як-40 с салоном высокой комфортности;
- один Як-40 с салоном улучшенной комфортности.

## Авиалинии
Характеристика видов деятельности:
- регулярные международные и внутренние пассажирские перевозки;
- чартерные пассажирские перевозки
- контроль ресурсов и резервирование перевозок;
- грузовые перевозки;
- техническое обслуживание воздушных судов.

На сегодняшний день авиакомпания прекратила своё существование. Ранее выполняла полёты:
- Киев (Жуляны) (6 рейсов в неделю);
- Москва (Внуково) (3 рейса в неделю);
- Афины (2 рейса в неделю);
- Салоники (1 рейс в неделю).